# Microtus lusitanicus
Microtus lusitanicus är en däggdjursart som först beskrevs av Zéphirin Gerbe 1879.  Microtus lusitanicus ingår i släktet åkersorkar och familjen hamsterartade gnagare. IUCN kategoriserar arten globalt som livskraftig. Inga underarter finns listade i Catalogue of Life. Det svenska trivialnamnet Västiberisk gransork förekommer för arten.

## Utseende
Microtus lusitanicus blir 8,0 till 9,4 cm lång (huvud och bål), har en 2,3 till 3,1 cm lång svans och väger 14 till 23 g. Arten har jämförd med Microtus duodecimcostatus en mindre robust kropp och den gräver inte lika intensiv i marken. Pälsen på ovansidan har en mörkbrun färg och undersidan är täckt av gråaktig päls. Två par spenar förekommer vid honans ljumske.

## Utbredning
Denna sork förekommer i Portugal, i nordvästra Spanien och i sydvästra Frankrike. Den lever i låglandet och i bergstrakter upp till 2050 meter över havet. Habitatet varierar mellan lövskogar, strandlinjer av mindre floder och andra vattendrag samt odlade områden eller ödemark.

## Ekologi
Arten bygger sin bon i fuktig jord med ett tätare täcke av växtlighet. Honor föder i genomsnitt 2,2 ungar per kull.
Vid slutet av vintern och under våren äter arten främst blad och stjälkar från örter. Senare under året utgörs födan av rötter, jordstam, lök och gräsfrön. Typiska växter som tillhör födan är getoxalis, papyrusar, vitgröe, bockveten, hundtandsgräs, beta (Beta vulgaris) och arter av klöversläktet. I områden med tät population är Microtus lusitanicus ett skadedjur på morötter och potatisar.
Denna sork bildar vanligen monogama par som ofta delar boet. Honor kan para sig under hela året men under de torra sommarmånaderna sker ofta ingen fortplantning. Ungarna föds efter 22 till 24 dagar dräktighet. Ungarna är vid födelsen nakna samt blinda och väger cirka 1,5 g. De första håren är synliga efter cirka 6 dagar och ögonen öppnas efter 12 eller 13 dagar. Kort efteråt är den första pälsen full utvecklad och 25 till 70 dagar efter födelsen sker ett pälsbyte. Könsmognaden infaller för honor efter ungefär 35 dagar samt för hanar efter cirka 50 dagar. Honor i fångenskap födde ungar med 28 dagar mellanrum och de var brunstiga direkt efter födelsen.
Allmänt är Microtus lusitanicus oberoende av dagsljuset en timme aktiv efter tre timmar vila. Boets gångar ligger ungefär 15 cm under markytan och sovrummet cirka vid ett djup av 40 cm. I områden med fast jord kan arten vila i täta växtklumpar eller gömd bland klippor.